# Bailey Heydra
Bailey Savannah Heydra, née le 19 juillet 2003, est une plongeuse sud-africaine.

## Carrière
Elle remporte la médaille d'argent en tremplin synchronisé mixte à 3 mètres avec Georgina Milne lors des Championnats d'Afrique de plongeon 2019 à Durban.
Elle est médaillée d'argent en tremplin à 3 mètres aux Championnats d'Afrique de plongeon 2023 à Durban.